# Maelføy
Maelføy (Herleitung von dem Namen „Malfoy“ aus Harry Potter) ist eine deutsche Metalcore-Band, die 2017 in Ganderkesee gegründet wurde. Ihr Musikstil vereint Melodic Post-Hardcore mit Einflüssen aus Metalcore und Alternative Rock.

## Geschichte
Maelføy wurde im September 2017 in Ganderkesee von Lars Riedel, Marne Büch, Lukas Meyer, Martin Schiwy und Christopher Maaß gegründet. Letzterer verließ die Band im Jahr 2024 aus privaten Gründen. Am 30. November 2024 stieß der langjährige Freund der Band Yannick Weiß als neuer Bassist hinzu.
Nach der Veröffentlichung ihres Debütalbums Hollow Throne im Jahr 2021 folgte am 24. November 2023 das Album Failures, Fears & Forgiveness, welches 2024 in einer Deluxe Edition erschien, die vier zusätzliche Songs enthält. Ihre Release-Show für das Album Hollow Throne fand am 9. September 2022 im Amadeus Oldenburg statt. Das zweite Album Failures, Fears & Forgiveness wurde am 1. Dezember 2023 mit einer Release-Show in der Lila Eule in Bremen gefeiert.
2023 startete Maelføy ihre eigene Headliner-Tour, die Triple F Tour, die im Rahmen des Albums Failures, Fears & Forgiveness vom 25. November bis 22. Dezember 2023 durch sieben Städte führte, darunter Karlsruhe, Bremen und Münster. Maelføy spielte im Februar und März 2024 als Support für Our Mirage auf deren The Farewell Tour.  Ihren 100. Auftritt feierten sie am 13. Juli 2024 auf dem Free for All-Festival. Die alljährliche Home Show spielten Maelføy am 14. Dezember 2024 im Tower Musikclub in Bremen.
Im Frühjahr 2025 ging Maelføy mit der Renewed Tour erneut auf Headliner-Tour durch Deutschland. Vom 6. März bis zum 26. April 2025 spielte die Band elf Shows, unter anderem in Berlin, Köln und Leipzig.
Die Band hat unter anderem schon mit der deutschen Metalcore-Band Rising Insane zusammengearbeitet.

## Diskografie

### Alben
- 2021: Hollow Throne (Mega Blaster Recordings)
- 2023: Failures, Fears & Forgiveness
- 2024: Failures, Fears & Forgiveness (Deluxe Edition)

### EPs
- 2018: The World in Chaines
- 2019: The Acoustic Sessions
- 2021: Live & Unplugged in Walsrode

### Singles
- 2017: Ø
- 2019: Decay
- 2020: Fading Hope
- 2021: Misery
- 2022: The Mask (ft. Aaron Steineker)
- 2022: Away
- 2023: Regrets (ft. Avalanche Effect & Hostage)
- 2023: Monster in the Mirror (ft. About Monsters)
- 2023: Facing Failures (ft. Chaosbay)
- 2024: With You
- 2024: Right Here
- 2025: Help
- 2025: Breathe
- 2025: Bad Thoughts
- 2025: Fight Alone
- 2025: 7$ Whiskey